# Stax Records
Stax Records var et amerikansk pladeselskab og musikstudie som lå i Memphis, Tennessee.
Stax blev grundlagt i 1957 under navnet Satellite Records og skiftede i 1961 navn til Stax Records. Pladeselskabet var et vigtigt label i skabelsen af Southern soul og Memphis soul. Stax udgav også indspilninger med gospel, funk, jazz og blues. Pladeselskabet af søskendeparret Jim Steward og Estelle Axton, der valgte navnet ud fra de to første bogstaver i deres efternavne.
Selskabet udgav musik med populære bands, hvori både hvide og afroamerikanske musikere medvirkere (bl.a. selskabets faste studiegruppe Booker T. & the M.G.'s) og med soloartister af begge etniciteter, ligesom medarbejderne også var af blandet etnicitet, hvilket på daværende tidspunkt var ganske usædvanligt i det ellers etnisk stærkt opdelte Memphis og i Sydstaterne.
Stax ændrede op igennem 1970'erne focus og støttede og promoverede til sidst næsten udelukkende afroamerikanske artister og fik en politisk profil, der støttede den amerikanske Black Power-bevægelse. Selskabet bag Stax gik konkurs i slutningen af 1975.
I 1977 købte Fantasy Records Stax' bagkatalog bestående af alle sange fra efter 1968 og udvalgte indspilninger fra før 1968. I begyndelsen af 1978 begyndte Stax igen at skrive kontrakt med artister og selskabet foretog en række genudgivelser af ældre materiale. I begyndelsen af 1980'erne stoppede nyudgivelserne, og Stax udsendte kun genudgivelser. Fantasy Records blev i 2004 købt af Concord Records, der reaktiverede Stax-label'et, og Stax udgiver i dag nye indspilninger med moderne R&B- og soul-artister. Atlantic Records har fortsat rettighederne til en stor del af Stax-materialet fra 1959-1968.

## Tidlige år
Stax fik ikke den store succes i starten, men da en lokal radio-DJ, Rufus Thomas, fik et mindre hit i 1962, fik Stax en landsdækkende distributionsaftale med Atlantic Records; en aftale der senere viste sig at være skæbnesvanger, da Atlantic fik alle distributionsrettighederne til sangene.
Nye kunstnere som Wilson Pickett, Sam & Dave, Booker T. & the M.G.'s, Isaac Hayes og Otis Redding fik stor succes på Stax op gennem 60'erne, tit med sange skrevet i samarbejde med Steve Cropper.
Ligesom Motown havde Stax-studierne en fast gruppe af studiemusikere tilknyttede. Op igennem slut 60´erne måtte Stax gennemleve flere økonomiske kriser, deres topsælger Otis Redding var død i en flyulykke, og Sam & Dave havde skiftet til Atlantic Records.
Dårlige kontraklige forhold med Atlantic gjorde, at Stax ikke tjente penge på rettighederne til bagkataloget. I 1968 blev selskabet solgt til Gulf and Western som ikke forstod at markedsføre Stax-kunstnere.
Jim Steward og Stax-direktør Al Bell købte Stax tilbage i 1970 for 4 mio. dollars. Al Bell havde arbejdet sig op fra at være orgelspiller i Stax-studierne til direktør og nu medejer af Stax. Al Bell var afroamerikaner og han drejede Stax mod en mere politisk "Black Power"-linje.
Stax begynde at udgive plader med stærkt politisk budskab med præsten Jesse Jackson og den dengang ukendte komiker Richard Pryor i en tid, hvor Black Power var et meget følsomt emne.

## Wattstax
Al Bell præsenterede en stort anlagt koncert i 1972 under navnet WattStax. "The Afro-American answer to Woodstock"'s fokus var helt tydeligt mere på den sorte kultur, end det egentlig var en musikfestival. Imellem de optrædende blev der holdt politiske taler af Jesse Jackson bl.a. talen: I am somebody.

## Stax Studio
Selv om Stax havde specialiseret sig i soul, sagde de ikke nej tak til at lægge studier til kunstnere fra andre pladeselskaber. Mest kendt er deres engagement med Elvis Presley. Han brugte Stax i perioden 20. juli – 16. december 1973, hvor han indspillede i alt 29 sange her, alle med Felton Jarvis som producer.

## Krise
De fleste hvide, som bl.a.Steve Cropper, var enten frosset ud eller også valgte de selv at forlade Stax pga. den kontroversielle linje Al Bell førte, og i 70´erne havde Stax efterhånden kørt sig selv ud på et sidespor med en stærk pro-afroamerikansk linje, der ikke appellerede til det store købedygtige publikum. Bortset fra et enkelt hit med Shirley Brown i 1974 lykkedes det ikke Stax at få nogen hit i 70´erne. Stax gik konkurs i 1976.